# Skutnikovci
Skutnikovci (znanstveno ime Amaropostia) so rod gliv iz družine kresilačark (Fomitopsidaceae).

## Seznam skutnikovcev Slovenije[2]
- trpki skutnikovec (Amaropostia stiptica)